# 真實的恐怖故事
《真實的恐怖故事》（日语：ほんとにあった怖い話）簡稱「真恐」，原為日本恐怖小說，其後亦被富士電視台拍成電視情境劇。
每集都從不同角度看觀眾寄來的實際靈異體驗以及鬼故事，並會請靈異大師解析觀眾寄來的靈異寫真照（心霊写真），主持者為稻垣吾郎，2005年和2006年7月曾在台灣緯來日本台以《毛骨悚然撞鬼經驗》為名播映。
該節目受歡迎的原因除了由SMAP成員之一的稻垣吾郎主持之外，每回擔任助理主持的五位小學生與稻垣吾郎的互動也很有趣。
在台灣播出時，曾因有家長檢舉遭NCC禁止於白天時段重播，在網路上、相關討論區引發爭議。2012年8月21日再次播出。節目分級改列保護級。
在網路社群上毛骨悚然撞鬼經驗也曾經有非官方粉絲團專頁在專門討論、交流毛骨悚然撞鬼經驗的動態，大約是在2012年之間，緯來開播恐怖幽靈郵件的8集剪輯版之前成立，但該粉絲團於2020年上半年，在日本播出2020年特別篇之前就已經關閉，該非官方粉絲團專頁經營時間有8年之久。

## 播出時間
| 頻道       | 所在地 | 播映日期                     | 播出時間 | 備註                                                                                             |
| ---------- | ------ | ---------------------------- | -------- | ------------------------------------------------------------------------------------------------ |
| 緯來日本台 | 臺灣   | 2004年                       |          | 秋天正式首播第一季                                                                               |
| 緯來日本台 | 臺灣   | 2005年                       |          | 重播第一季，每週六22:00~00:00，此重播輪於2005年9月17日播畢。                                     |
| 緯來日本台 | 臺灣   | 2006年7～11月                |          | 第一季重播+第二季首播，每週六22:00~00:00，隔週日凌晨6點~8點重播。                                |
| 緯來日本台 | 臺灣   | 2007年7月19日～2008年1月24日 |          | 重播第一季+第二季，每週四晚上10點，隔週五晚上18點重播，被NCC處罰停掉的是星期五晚上18點重播時段。 |
| 緯來日本台 | 臺灣   | 2008年10月30日～12月6日      |          | 僅重播第一季，週一至週五晚上10點~11點                                                            |
| 緯來日本台 | 臺灣   | 2012年8月21日～2012年8月30日 |          | 僅「恐怖幽靈郵件」單元中的2006年至2011年，剪輯成共8集                                            |
| 緯來日本台 | 臺灣   | 2012年9月2日～2012年9月23日  |          | 再度重播                                                                                         |
| 緯來日本台 | 臺灣   | 2013年8月9日                 |          | 僅「恐怖幽靈郵件」單元中的2012年                                                                 |
| 緯來日本台 | 臺灣   | 2014年7月28日                |          | 僅「恐怖幽靈郵件」單元中的2013年                                                                 |
| 緯來日本台 | 臺灣   | 2015年7月4日                 |          | 僅「恐怖幽靈郵件」單元中的2014年                                                                 |
| 緯來日本台 | 臺灣   | 2015年10月10日               |          | 僅「恐怖幽靈郵件」單元中的同年作品                                                               |
| 緯來日本台 | 臺灣   | 2017年1月14日                |          | 僅「恐怖幽靈郵件」單元中的2016年作品                                                             |
| 緯來電影台 | 臺灣   | 2012年8月23日～2012年9月20日 |          | 重播緯來日本台在2012年播出的部分，剪輯成共8集                                                    |
| 煲劇1台    | 香港   | 2014年3月                    |          | 「恐怖幽靈郵件」單元部分中的2009至2012年部分，剪輯成共7集                                        |

- 連續劇： 特別篇1
- 連續劇：特別篇2
- 連續劇：春之恐怖懸疑
- 連續劇：特別篇3
- 恐怖幽靈郵件：01
- 恐怖幽靈郵件：02
- 恐怖幽靈郵件：03
- 恐怖幽靈郵件：04
- 恐怖幽靈郵件：05
- 恐怖幽靈郵件：06
- 恐怖幽靈郵件：07
- 恐怖幽靈郵件：08
- 恐怖幽靈郵件：09
- 恐怖幽靈郵件：10
- 恐怖幽靈郵件：11
- 恐怖幽靈郵件：12
- 恐怖幽靈郵件：13
- 恐怖幽靈郵件：14
- 恐怖幽靈郵件：15
- 恐怖幽靈郵件：16
- 恐怖幽靈郵件：17
- 恐怖幽靈郵件：18
- 恐怖幽靈郵件：19
- 恐怖幽靈郵件：20
- 恐怖幽靈郵件：21
- 恐怖幽靈郵件：22
- 恐怖幽靈郵件：23
- 恐怖幽靈郵件：24
- 恐怖幽靈郵件：25
- 恐怖幽靈郵件：26
- 恐怖幽靈郵件：27
- 恐怖幽靈郵件：28
- 恐怖幽靈郵件：29
- 恐怖幽靈郵件：30
- 恐怖幽靈郵件：31
- 恐怖幽靈郵件：32
- 恐怖幽靈郵件：33
- 恐怖幽靈郵件：34
- 恐怖幽靈郵件：35
- 恐怖幽靈郵件：36
- 恐怖幽靈郵件：37
- 恐怖幽靈郵件：38
- 恐怖幽靈郵件：39
- 恐怖幽靈郵件：40
- 恐怖幽靈郵件：41
- 恐怖幽靈郵件：42
- 恐怖幽靈郵件：43
- 恐怖幽靈郵件：44
- 恐怖幽靈郵件：45
- 電影

## 連續劇

### 特別篇
特別篇1（1999年8月27日）
- 序章（演出：池脇千鶴、雅子 (女演員)（日语：雅子 (女優)））
- 深夜病房（演出：黑木瞳、竹中直人（特別演出））
- 公司內部怪事報（演出：杉本哲太、大路恵美（日语：大路恵美）、鷲尾真知子）
- 白天的鈴鐺（演出：稻垣吾郎、佐藤仁美、渡辺啓（日语：渡辺啓））
- 夏天的訪問者（演出：中山美穗、窪塚洋介、吉行和子）

特別篇2（2000年8月25日）
- 片頭（演出：黒澤優）
- 半夜的病房（演出：淺野溫子、山崎一（日语：山崎一）、森康子（日语：森康子））
- 另一個我（演出：窪塚洋介、石田百合子、田山涼成（日语：田山涼成））
- 十二天的惡夢（演出：仲村亨、須藤理彩、村松克己（日语：村松克己）、浅井江理名子（日语：浅井江理名））
- 遙遠的夏天（演出：酒井法子、片瀨那奈、岡田奈奈 (1959年)、羽場裕一（日语：羽場裕一）、木村多江、芳賀優里亞）

春之恐怖懸疑（2003年4月8日）
- 片頭〜虎姑婆（演出：內山理名、森本優子（日语：森本ゆうこ））
- 來自黑暗的電話（演出：江成和己（日语：えなりかずき）、綾瀨遙、庄司智春（日语：庄司智春）（品川庄司）、大島蓉子（日语：大島蓉子））
- 父親的回憶（演出：井川遙、八嶋智人（日语：八嶋智人）、石橋桂（日语：石橋けい）、志田未來、草村礼子（日语：草村礼子）、地井武男）

特別篇3（2003年9月5日）
- 病房奇譚（演出：仲間由紀惠、山本道子（日语：山本道子 (女優)））
- 被附身的房子（演出：中山裕介子（日语：ユースケ・サンタマリア）、三浦理惠子、大倉孝二（日语：大倉孝二））
- 死者的求婚（演出：優香、齊藤慶太（日语：斉藤慶太）、矢澤心（日语：矢沢心））
- 半夜的徘徊者（演出：阿部寛、石橋桂（日语：石橋けい）、塚地武雅（醉龍）、田中哲司）
- 稱心如意（演出：財前直見、高橋克實）

### 恐怖幽靈郵件
該節目從2004年1月10日起，改變型態為電視節目化，並由稻垣吾郎和一些小學生班底主持，並分為兩種單元：由老師們解析靈異照片、靈異景點、及將觀眾投稿信件的體驗拍成模擬影片等方式播出。依官網內容規劃表示，該節目分為兩季，2004年1月10日播出~2004年3月20日的第11集為第一季，2004年10月11日開始，到2005年3月7日為第二季。2005年1月17日播出開始，「真怖俱樂部」訪問藝人自身的體驗為基礎的「恐怖幽靈郵件」來讀取，並採用訴說的形式，目前該節目日本尚未製播第三季，僅製作特別篇推出。

#### 2004年
第1季，共11集。
01
- 2004年1月10日播出
  - 破屋的少女（主演：和希沙也、共演：近田慎太郎（日语：近田慎太郎）、雄貴（英吉 (搞笑藝人)（日语：ヒデヨシ (お笑い)））、松浦寿來（日语：松浦寿來））
  - 只為了求死（主演：田中哲司、共演：三宅隆太（日语：三宅隆太））
  - 深夜的鏡像（主演：神木隆之介、共演：土肥優真、安室滿樹子（日语：安室満樹子）、下村惠理、藤原繭香（日语：藤原まゆか））
  - 房間的棲息者（主演：高岡蒼佑。現：高岡蒼甫、共演、齊藤直行）
  - 黃昏迷路的孩子（主演：柊瑠美、共演：久保晶、熊谷智博、坂越由實子（日语：坂越由実子））

02
- 2004年1月17日播出
  - 尋找東西（主演：成宮寬貴、共演：平田龍也）
  - 看不見的居民（主演：山口日記（日语：日記 (タレント)）、共演：野村惠里（日语：野村恵里）、大江聰、袴田裕幸（日语：袴田裕幸））
  - 臨終的聲音（主演：深田燁子（日语：深田あき）、共演：田中千繪）
  - 紅衣女郎（主演：富岡涼、共演：石川真吾、雅子 (女演員)（日语：雅子 (女優)））

03
- 2004年1月24日播出
  - 平交道的怪事（主演：森本優子（日语：森本ゆうこ）、共演：小出早織（日语：早織））
  - 陌生的景象（主演：相武紗季、共演：土屋美穗子）
  - 書本引來的幽靈（主演：堀北真希、共演：寉岡瑞希（日语：寉岡瑞希）、古川真紀）
  - 半夜的奇蹟（主演：奥貫薫、共演：山下容莉枝（日语：山下容莉枝）、大塚千弘、內山真人、德永惠梨香（日语：徳永えりか）、宇都秀星（日语：宇都秀星）、井上浩、茄子忍、塚本安屋子）

04
- 2004年1月31日播出
  - 病房的夜晚（主演：石橋桂、共演：立川繪理（日语：立川絵理）、田村真依奈、矢田有三（日语：矢田有三））
  - 姊姊（主演：岡本綾、共演：田中圭）
  - 伸長的手臂（主演：真木陽子、共演：中島由紀）
  - 最後買的東西（主演：森山未來、共演：小鹿番（日语：小鹿番）、廣岡由里子（日语：広岡由里子）、內田滋啟（日语：内田滋）、渡邊憲吉（日语：渡辺憲吉）、増子倭文江（日语：増子倭文江）、川瀨忠行、川田希（日语：川田希）、澀谷武尊（日语：澁谷武尊）、市川千恵子（日语：市川千恵子））

05
- 2004年2月7日播出
  - 斷掉的護身符（主演：蒼井優）
  - 背上的女人（主演：長澤雅美、金澤映子（日语：金沢映子）、鹽澤英真（日语：塩澤英真））
  - 迷路的小孩（主演：佐佐木藏之介、共演：三咲蕾雅（日语：蘭香レア）、今井悠貴）

06
- 2004年2月14日播出
  - 行人穿越道奇譚（主演：綾瀨遙、共演：日向崇（日语：日向崇）、海田葉月）
  - 半夜的白手指（主演：宮地真緒、共演：上野夏妃（日语：上野なつひ）、篠原麻里（日语：篠原麻里））
  - 邪惡影子的真面目是（主演：松尾玲子（日语：松尾れい子）、共演：池津祥子（日语：池津祥子）、北村修）
  - 來自深淵（主演：田島有魅香（日语：田島ゆみか）、共演：芳賀優里亞、大瀧寛（日语：大滝寛）、上原袈裟俊、橋本佳代、長野京子、山路和弘）

07
- 2004年2月21日播出
  - 夜話的窗戶（主演：塚本雛子、共演：寉岡萌希（日语：寉岡萌希）、小關可奈）
  - 接近的腳步聲（主演：香椎由宇、共演：藤間宇宙（日语：藤間宇宙））
  - 二點四十五分的哭泣聲（主演：山口香緒里、共演：福本伸一（日语：福本伸一）、諸頭未優）
  - 二樓的恐怖（主演：碇由貴子、共演：喜多道枝）

08
- 2004年2月28日播出
  - 沒有身影的工作人員（主演：前田亞季、共演：伴美奈子（日语：伴美奈子））
  - 領取被附身的住院患者（主演：勝地涼、共演：久野真紀子（日语：クノ真季子）、大崎聖奈、菅原園）
  - 穆克的願望（主演：永井杏、共演：岡山一（日语：おかやまはじめ）、那須佐代子（日语：那須佐代子）、鶴田明巳、渡邊彼野人（日语：渡辺彼野人）、金子裕太、古谷琉翔、松本梨菜、今井陽子（日语：今井陽子））

09
- 2004年3月6日播出
  - 迎面錯過的紊亂者（主演：上野樹里、共演：大村彩子、清水響、立花訓子）
  - 在幻燈之下（主演：松本梨菜、共演：魏涼子（日语：魏涼子）、井上智之（日语：井上智之）、黒川和明）
  - 半夜的稀客（主演：末永遙、共演：三宅弘城（日语：三宅弘城）、山田誠吾）
  - 供養的禮儀（主演：佐藤惠、共演：水野遙）

10
- 2004年3月13日播出
  - 墓地的女人（主演：竹田侑美、共演：松田惠果、川口真理惠（日语：小野まりえ）、鍋田薰）
  - 京子（主演：三浦理惠子、共演：工藤明（日语：工藤あかり））
  - 要求多的幽靈（主演：金子貴俊、共演：菊池麻衣子（日语：菊池麻衣子））
  - 夜晚的重逢（主演：山本道子、共演：富田翔（日语：富田翔）、遠藤達男（日语：遠藤たつお））

11
- 2004年3月20日播出
  - 幽靈公寓（主演：山崎樹範、共演：木內晶子（日语：木内晶子）、明日香真由美）
  - 誰低語呢喃著（主演：上原美佐（日语：上原美佐 (1983年生)）、共演：山本康平（日语：山本康平）、三谷侑未（日语：三谷侑未）、志水惠實子）
  - 訪問的人們（主演：雛形明子、共演：武井証、李頓調查團 (搞笑團體)（日语：リットン調査団 (お笑いコンビ)）、萩原利映（日语：萩原利映）、江澤規子、田山涼成（日语：田山涼成））

12
- 特別篇（2004年4月3日播出）
  - 黃泉的森林（主演：小栗旬、共演：加藤夏希、永田真理）
  - 影子的諧調（主演：MEGUMI、共演：島田珠代（日语：島田珠代）、山岡由實（日语：山岡由実）、楊原京子（日语：楊原京子）、加賀野泉（日语：加賀野泉）、白川南（日语：白川みなみ））

13
- 特別篇（2004年9月7日播出）
  - 隧道中的少年（主演：窪塚俊介、共演：上野夏妃（日语：上野なつひ）、久保山知洋（日语：久保山知洋））
  - 預言家的餘波（主演：吉澤悠（日语：吉沢悠）、共演：河本準一（日语：河本準一）（次長課長）、三譯真奈美（日语：三訳真奈美））
  - 怪聲宿舍（主演：金子沙也加（日语：金子さやか）、共演：伊東美知枝、笹井惠子、永田真理、前川美枝）
  - 孤獨一人的少女（主演：佐津川愛美、共演：谷村美月、仲村瑠璃亞（日语：仲村瑠璃亜）、下田由香、須山史織）
  - 那天的約定（主演：美山加戀、共演：市川千恵子（日语：市川千恵子）、曾川留三子、望月瑛蘭、土井里美（日语：土井里美））

第二季，共16集。
14
- 2004年10月11日播出
  - 死者的演奏（主演：菅野莉央、上江田美穗）
  - 寶塚山（主演：和希沙也、共演：藤澤大悟（日语：藤沢大悟））
  - 停車場的夜晚（主演：岡田義德、共演：山根和馬（日语：山根和馬）、杉下繪理）
  - 臨終的離別（主演：大島智子（日语：大島さと子）、共演：近野成美（日语：近野成美）、永井文敏、伊藤正美）

15
- 2004年10月18日播出
  - 訪問者（主演：本假屋唯香、共演：劍持直明（日语：剣持直明）、綠川美津惠）
  - 幽靈物件（主演：塚本高史、共演：村井美樹、海島雪（日语：海島雪）、廣江美奈（日语：広江美奈）、田窪一世（日语：田窪一世））
  - 波濤聲的夢（主演：石垣佑磨、共演：大西麻惠、松元環季（日语：松元環季）、小林高鹿（日语：小林タカ鹿）、川田希（日语：川田希））

16
- 2004年10月25日播出
  - 放學後的恐怖（主演：上脇結友、共演：田代琴惠、川口愛實、佐藤露露）
  - 黑暗的棲息者（主演：伊藤淳史、共演：植田健（日语：植田健）、藤田三三三（日语：藤田三三三）、中村泉貴、渡邊悠（日语：渡辺悠）、齊藤王路、高橋侑吾、後藤健）
  - 被附身的騎士（主演：兵頭祐香、共演：藤間宇宙（日语：藤間宇宙）、日向崇（日语：日向崇）、森惠子、高橋長英（日语：高橋長英））

17
- 2004年11月1日播出
  - 第四個的單人房（主演：寺島咲、共演：崔岡瑞希（日语：寉岡瑞希）、廣川由里香、菊地美香）
  - 迷路的亡靈（主演：窪塚俊介、共演：石井康太（日语：やるせなす））
  - 踏上旅程的腳步聲（主演：福田麻由子、共演：森崎芳江、櫻井光）

18
- 2004年11月15日播出
  - 還有誰看見了（主演：田中律子、共演：井上花菜、井之上隆志（日语：井之上隆志）、小島亞矢）

19
- 2004年11月22日播出
  - 教室的幽靈（主演：石田未來（日语：石田未来）、共演：小林美鈴（日语：小林美鈴））
  - 靈魂的分歧點（主演：水川麻美、共演：石川素子、川島伸也）
  - 窗戶上的少女（主演：谷村美月、共演：高松郁（日语：高松いく）、加納朋之（日语：加納朋之）、八十川真由野（日语：八十川真由野））

20
- 2004年11月29日播出
  - 鏡中的少女（主演：小出早織、共演：向野澪、室伏由紀江）
  - 拒絕的報酬（主演：中越典子、共演：佐藤二朗）
  - 在別墅等著我的東西（主演：永井大、共演：山下容莉枝、淺井江理名（日语：浅井江理名）、田邊伸之助）
  - 被附身的醫院（主演：井上和香、共演：松本純、安田洋子、藁科美樹（日语：藁科みき）、石井聰子、大久保蒼）
  - 溫暖的葬禮（主演：手塚理美、共演：岡山一（日语：おかやまはじめ）、白川百合（日语：白川ゆり）、三谷侑未（日语：三谷侑未）、牧村泉三郎（日语：牧村泉三郎）、二宮弘子（日语：二宮弘子））

21
- 2004年12月6日播出
  - 最後的信息（主演：黑木美沙、共演：近田慎太郎（日语：近田慎太郎））
  - 看不見的羈絆（主演：松本莉緒、共演：佐佐木麻緒（日语：佐々木麻緒）、長野里美（日语：長野里美））
  - 給爸爸的一封信（主演：齋藤隆成、共演：河合美智子（日语：河合美智子）、神保悟志（日语：神保悟志））

22
- 2004年12月13日播出
  - 死者去的地方（主演：真木陽子、共演：水橋貴己（日语：水橋貴己）、大草理乙子）
  - 半夜的救護車聲音（主演：上原美佐（日语：上原美佐 (1983年生)）、共演：和泉今日子（日语：和泉今日子））
  - 老婆婆的口信（主演：小野真弓、共演：森康子、高坂真琴、久遠沙也加（日语：久遠さやか））

#### 2005年
23
- 2005年1月17日播出
  - 跌倒的廁所（主演：安田美沙子、共演：山口日記（日语：日記 (タレント)）、森脇英理子（日语：森脇英理子））
  - 共演者（主演：萩原流行）※本人的真實經驗
  - 被遺忘的紀念照片（主演：若槻千夏、共演：大村彩子、藤原繭香（日语：藤原まゆか））

24
- 2005年1月24日播出
  - 有什麼在那裡（主演：志田未來、共演：吉田大輝、高橋征也、登野城佑真、仲根紗央莉（日语：仲根紗央莉）、矢端名結、新井葉月（日语：新井葉月）、石井昭子、貓田直（日语：猫田直））
  - 半夜的邀請函（主演：一戶奈未（日语：一戸奈美）、共演：三津谷葉子、小塚司（日语：小塚つかさ）、小野敦子）
  - 奇奇怪怪譚（主演：中村豪（日语：やるせなす）〔搞笑團體「悶悶不樂（日语：やるせなす）」〕、共演：海田葉月、森田宗宏）※本人的真實經驗
  - 白天的影子（主演：宮崎美子、共演：吉井怜、岡崎宏（日语：岡崎宏））

25
- 2005年1月31日播出
  - 並不是鬼（主演：笑福亭笑瓶、共演：大塚和彥（日语：大塚和彦）、奧村勳、戌井昭人（日语：戌井昭人）、坂口理香）※本人的真實經驗
  - 同居人（主演：青田典子、共演：宮下今日子（日语：宮下今日子）、小村裕次郎（日语：小村裕次郎）、德永淳）※本人的真實經驗
  - 來回的腳步聲（主演：筧利夫、共演：松田昂大（日语：松田昂大））

26
- 2005年2月7日播出
  - 防空洞的姊姊（主演：山田夏海、共演：澀谷琴乃（日语：渋谷琴乃）、宮内順子（日语：宮内順子）、梅宮萬紗子（日语：梅宮万紗子））
  - 夜裡的叔叔（主演：森公美子、共演：山谷初男（日语：山谷初男）、北條文榮（日语：北条文栄子）、麻生侑里（日语：麻生侑里））※本人的體驗
  - 再見了！俊彥（主演：佐藤仁美、共演：小林且彌（日语：小林且弥）、朝加真由美（日语：朝加真由美））

27
- 2005年2月21日播出
  - 鬼影（主演：川上淳子、芳賀優里亞、共演：朝倉惠梨香（日语：朝倉えりか））
  - 預言少女（主演：美山加戀、共演：上野夏妃、東由貴（日语：ひがし由貴）、筒井巧（日语：筒井巧）、益富信孝（日语：益富信孝）、布施幾子、椿真由美（日语：椿真由美）、笠井一彥（日语：笠井一彦）、土師孝也）
  - 那天的言靈（主演：島崎和歌子、共演：六平直政（日语：六平直政）、松熊明子（日语：松熊つる松）、庄司正樹、川嵜美佳、島岡安藝和（日语：島岡安芸和））※本人的真實經驗

28
- 2005年2月28日播出
  - 長長的頭髮（主演：安藤咲良、共演：檀臣幸、那須佐代子（日语：那須佐代子））
  - 招來鬼魅的頻率（主演：寺門義人（日语：寺門ジモン）〔鴕鳥俱樂部〕、共演：伊藤正之（日语：伊藤正之）、山崎晋（日语：ヤマザキモータース）、佐藤露露）※本人的真實經驗
  - 預告死亡的呼叫（主演：淺野和之（日语：浅野和之）、共演：樋渡真司（日语：樋渡真司）、柳下季里、渡邊典子）

29
- 2005年3月7日播出
  - 鬼屋（主演：小池榮子、共演：楊原京子（日语：楊原京子）、齊藤直行、大江聰、永田真理）
  - 亡者棲息的土地（主演：袴田吉彥（日语：袴田吉彦）、共演：田中要次（日语：田中要次））※本人的真實經驗
  - 不對時的贈品（主演：黑川智花、共演：佐戶井健太（日语：佐戸井けん太）、花原照子）

30
- 特別篇 京都神秘之旅SP（2005年8月23日播出）
  - 一起…搭乘吧！（主演：井上和香）
  - 心靈照片（主演：山本耕史）
  - 黑髮的女人（主演：松浦亞彌、共演：市毛良枝（日语：市毛良枝）、佐藤露露）
  - 格外便宜物件（主演：青木沙耶加、共演：師岡三智雄（日语：モロ師岡）、松田大輔（日语：松田大輔）〔東京炸藥（日语：東京ダイナマイト）〕、山野史人（日语：山野史人）、藤榮史哉（日语：藤榮史哉））※本人的真實經驗
  - 死神（主演：武田真治、共演：伊藤裕子（日语：伊藤裕子）、田山涼成）

#### 2006年
31
- 特別篇 鎌倉神秘之旅SP（2006年8月22日播出、收視率15.3%）
  - 斷崖下面（主演：伊藤淳史、共演：夏川純；2012年8月30日；9月16日）
  - 6號房間（主演：堀北真希、共演：桐谷美玲、佐藤千亞妃（日语：佐藤千亜妃）、鈴木浩介、仲村瑠璃亞（日语：仲村瑠璃亜）；8月30日；9月16日）
  - 就在那邊！（主演：高嶋政伸、共演：紗榮子、溫水洋一、稲葉惠子；8月30日）
  - 病房的布偶（主演：釋由美子、共演：岩佐真悠子、山下容莉枝、大島蓉子、森康子、佐藤仁美、恩田惠美子（日语：恩田恵美子）；8月27日；9月6日；9月23日）
  - 四疊半的貴婦人（主演：大島美幸、共演：村上知子（日语：村上知子）、黑澤宗子（日语：黒沢かずこ）；8月30日；9月16日）※本人的真實經驗
  - 不可思議的時間（主演：平岡祐太、共演：柴田理惠；8月30日；9月16日）

#### 2007年
32
- 夏天的特別篇2007（2007年8月28日播出、收視率16.5%；2012年8月28日；9月13日；9月9日）
  - 是誰在叫我…？（主演：森迫永依、共演：飯田基祐（日语：飯田基祐）、魏涼子、松川真之介、稻葉惠子）
  - 幽惑兜風（主演：增田貴久（NEWS）、共演：波岡一喜（日语：波岡一喜）、出口哲也（日语：出口哲也）、嶋崎亞美）
  - 鬼魂通過的房子（主演：中川翔子、共演：唐木千惠美（日语：唐木ちえみ）、安田洋子、山口愛、森田宗宏、牧野綠子（日语：キムラ緑子））※本人的真實經驗
  - 深夜病房（主演：榮倉奈奈、共演：佐藤寬子、池谷伸枝（日语：池谷のぶえ）、小池榮）

#### 2008年
33
- 夏之特別篇2008 心靈與身體的神秘之旅SP（2008年8月26日播出、收視率16.3%）
  - 廢屋的螺旋（主演：高田翔（傑尼斯Jr.）、共演：清水胡桃（日语：清水くるみ）、森富士雄；2012年8月29日；9月23日）
  - 住在病房的人（主演：加藤羅莎、共演：岩佐真悠子、田島令子（日语：田島令子）、三浦真椰（日语：三浦真椰）、松岡璃奈子、野元學二（日语：ノモガクジ）、野副隼；8月29日；9月23日）
  - 路上的心念（主演：Becky、共演：忍成修吾、諏訪太朗（日语：諏訪太朗）、新志穗（日语：新志穂）；8月29日；9月23日）
  - K城鎮的公寓（主演：野久保直樹、共演：大桒真弓（日语：大桑マイミ）、松永玲子（日语：松永玲子）、竹山隆範；8月29日；9月23日）
  - 來電顯示（主演：木下優樹菜、共演：山田親太朗、山根和馬；8月21日；8月23日；9月2日）※本人的真實經驗

#### 2009年
34
- 冬之特別篇2009 藝能界緊急除靈特別篇（2009年2月3日播出、收視率12.0%；2012年8月27日；9月6日；9月23日）
  - 染血的旅館（主演：吉高由里子、共演：平田薫（日语：平田薫 (タレント)）、小柳友貴美（日语：小柳友貴美））
  - 被附身的森林（主演：大橋望美、共演：小原雅人、三浦真椰（日语：三浦真椰））

35
- 10周年紀念 京都能量景點旅行SP（2009年8月25日播出、收視率15.6%）
  - 稻草人（主演：加藤清史郎、共演：奥貫薫；2012年8月22日；8月30日；9月9日）
  - 靈藝影片（主演：志田未來、共演：弓削智久（日语：弓削智久）、金澤美穗（日语：金澤美穂）；8月27日；9月6日；9月23日）
  - 臉道（主演：佐藤健、共演：岩井堂聖子（日语：岩井堂聖子）；8月22日；8月30日；9月9日）
  - 怨念的代價（主演：綾瀨遙、共演：市川由衣、折山美由（日语：折山みゆ）、入山法子；8月22日；8月30日；9月9日）
  - 附身男子（主演：上地雄輔、共演：伊藤愛子（日语：いとうあいこ）、工藤里紗（日语：工藤里紗）、市毛良枝（日语：市毛良枝）、田山涼成（日语：田山涼成）；8月22日；8月30日；9月9日）

#### 2010年
36
- 夏之特別篇2010 AKB48 淨靈全過程特別篇（2010年8月24日播出、收視率12.5%；2012年8月21日；8月23日；9月2日）
  - 紅色耳環的怪物（主演：大島優子、共演：山本光）
  - 嘶吼的廢棄醫院（主演：溝端淳平、共演：中尾明慶、岡本玲（日语：岡本玲））
  - 穿雨衣的女人（主演：高橋南、共演：小嶋陽菜、佐藤由加理、浦野一美、高橋良輔、田中要次（日语：田中要次））※本人的真實經驗
  - 不能開的門（主演：坂口憲二、共演：近藤芳正、齊藤曉（日语：斉藤暁））
  - 死神來了（主演：優香、共演：西山茉希、濱田萬葉（日语：濱田万葉）、佐佐木澄江）

#### 2011年
37
- 夏之特別篇2011（2011年9月3日播出、收視率14.5%）
  - 奇怪的末班巴士（主演：中山優馬、共演：戶井智惠美（日语：戸井智恵美）、鈴野里奈；2012年8月21日；8月23日；9月2日）
  - 同學會的通知（主演：武井咲、共演：岡本梓（日语：岡本あずさ）、山下容莉枝（日语：山下容莉枝）、山內亞美（日语：内山あみ）；8月23日；8月30日；9月16日）
  - 惡夢十三天（主演：向井理、共演：木村文乃、半海一晃（日语：半海一晃）、齊藤歩（日语：斎藤歩）、木本武宏（日语：木本武宏）、木下隆行（日语：木下隆行）、高橋昌也（日语：高橋昌也 (俳優)）、YOSHI、齊藤康弘、內野雅央；8月23日；8月30日；9月16日）
  - 深淵的迷路女孩（主演：蘆田愛菜、共演：南澤奈央、戶次重幸、永野芽郁、橘雪子（日语：橘ユキコ）、宇賀神由香里；8月24日；9月6日；9月2日）
  - 憤怒的紅寶石（主演：片平渚（日语：片平なぎさ）、共演：奧貫薫、伊藤裕子（日语：伊藤裕子）、田中美保、市川千恵子（日语：市川千恵子）；8月24日；9月6日；9月2日）

#### 2012年
38
- 夏之特別篇2012（2012年8月18日播出、收視率16.0%；2013年8月8日；2014年8月6日；2018年8月4日）
  - 紅指甲（主演：山下智久、共演：堀內敬子、本田翼）
  - 黑色病房（主演：剛力彩芽、共演：木南晴夏、秋元黎（日语：秋元黎）、池津祥子（日语：池津祥子））
  - 右肩的女人（主演：岡田將生、共演：蓮佛美沙子、窪田正孝、橋本真實（日语：橋本真実））
  - 深夜列車（主演：小杉）
  - 某個夏日發生的事情（主演：香里奈、共演：菅田將暉、高橋光臣、手塚理美）

#### 2013年
39
- 夏之特別篇2013（2013年8月17日播出、收視率13.0%；2014年7月28日）
  - 女校驚魂（主演：坂口憲二、共演：新川優愛、山田親太朗、小林樹奈子（日语：小林きな子）、木野花（日语：木野花））
  - 黑影的暗示（主演：深田恭子、共演：平岩紙、朝加真由美（日语：朝加真由美））
  - 蠢動的人偶（主演：指原莉乃、共演：岡本玲（日语：岡本玲）、小澤亮太）
  - 2樓好可怕（主演：鈴木福、共演：江原由希子（日语：YOU (タレント)）、草村禮子（日语：草村礼子））
  - X醫院（主演：藤谷太輔（Kis-My-Ft2）、共演：柄本時生、吉田羊）

#### 2014年
40
- 15周年紀念SP（2014年8月16日播出、收視率14.6%；2015年7月4日；2019年10月20日）
  - S銅礦山的女人（主演：石原聰美、共演：小池徹平）
  - 小悟（主演：剛力彩芽）
  - 犯人是誰（主演：草彅剛、共演：北乃綺）
  - 誘惑之森（主演：島崎遙香、共演：廣瀨愛麗絲）
  - 給我手臂（主演：桐谷美玲、共演：菜菜緒）
  - 計程車司機的撞鬼經驗（主演：坂上忍）
  - 通往黑暗的視覺（主演：黑木瞳、共演：町田啓太）

#### 2015年
41
- 夏之特別篇2015（2015年8月29日播出、收視率11.0%；2015年10月10日；2018年8月11日）
  - 天涯海角跟定你（主演：玉森裕太（Kis-My-Ft2）、共演：谷村美月、伊藤蘭、鴨志田媛夢）
  - 附身的祠堂（主演：中條彩未、共演：宇賀夏美、中山貴雄（日语：中山貴雄））
  - 詭異的女子宿舍（主演：觀月亞里莎、共演：足立梨花、伊藤修子（日语：伊藤修子）、遠山俊也（日语：遠山俊也）、櫻井由紀、七瀨麻美、布施繪理（日语：ふせえり）、鴨志田媛夢）
  - 暴風雨之日的通報（主演：齋藤工、共演：武田梨奈、足立學、鴨志田媛夢、岡村洋一（日语：岡村洋一）、中野麻衣、高嶋政伸）
  - 黑色日常（主演：高梨臨、共演：中村杏、尾花寬二（日语：尾花かんじ）、竹中直人）
  - 邊間的那戶人家（主演：又吉直樹〔Piece〕、共演：大島蓉子（日语：大島蓉子）、諏訪太朗（日语：諏訪太朗）、高島禮子）

#### 2016年
42
- 夏之特別篇2016（2016年8月20日播出；2017年1月14日；8月26日；2018年8月18日）
  - 恐怖的壁櫥（主演：中島健人、共演：前野朋哉（日语：前野朋哉）、半海一晃（日语：半海一晃））
  - 棲息在病房大樓裡的5圓硬幣（主演：武井咲、共演：豐嶋花、綾田俊樹、板谷由夏、鴨志田媛夢）
  - 詛咒的繪馬（主演：笨蛋主義、共演：岸井雪乃、吉本實憂、利重剛（日语：利重剛））
  - 多了一個人的電梯（主演：生駒里奈、生田繪梨花、齋藤飛鳥、白石麻衣、西野七瀨（乃木坂46））
  - 沼澤的召喚（主演：柳葉敏郎、共演：志尊淳、恒松祐里）
  - 夏日的告知（主演：前田敦子、共演：菜葉菜（日语：菜葉菜）、山下容莉枝（日语：山下容莉枝）、田中要次（日语：田中要次）、中田春介（日语：中田春介）、鹿賀丈史）

#### 2017年
43
- 夏之特別篇2017（2017年8月19日播出；2017年9月2日）
  - 公寓（主演：手越祐也）
  - 影女（主演：杉咲花、共演：石井杏奈、橫澤夏子（日语：横澤夏子））
  - 箱子（主演：野村周平、共演：室井滋）
  - 墳墓在哪裡（主演：遠藤憲一、共演：大友花戀）
  - 護士鈴（主演：北川景子、共演：志尊淳、川榮李奈）

#### 2018年
44
- 夏之特別篇2018（2018年8月18日播出；2020年8月23日；2021年4月5日）
  - 看不見的沉澱（主演：神木隆之介、共演：內田理央、岡山天音（日语：岡山天音））
  - 依附在迷道的女人（主演：平祐奈）
  - 強行得到的容身之處（主演：菜菜緒、共演：飯豐萬理江、小野武彥）
  - 浪西市區通靈路（主演：加了個油（日语：ガンバレルーヤ）、共演：桐山漣、余貴美子）※本篇為主演來賓的真實經驗
  - 穿衣鏡（主演：葵若菜、共演：今田美櫻、櫻田通、宮澤竹美、櫻井由紀 ）
  - 到達盡頭的念波（主演：北村一輝、共演：吉田羊）

#### 2019年
45
- 秋之特別篇2019（2019年10月12日播出 ；2020年8月30日；2021年4月5日）
  - 赤色執著（主演：中條彩未、共演：粟野咲莉、昴生（ミキ）、泉澤祐希）
  - 我不能告訴任何人（主演：鈴木保奈美、共演：齋藤汰鷹）
  - 肩上的女人（主演：佐佐木藏之介、共演：佐野勇斗）
  - 桌子和海洋（主演：松本穗香、共演：足立梨花）
  - 眼中的眼（主演：佐藤健、共演：阿部純子、森優理斗）

#### 2020年
46
- 秋之特別篇2020（2020年10月31日播出；2021年10月9日）
  - 偵探的手記（主演：伊藤健太郎、共演：勝村政信、吉田鋼太郎）※由於伊藤日前傳出肇事逃逸被捕事件，故該篇並無播放※
  - 做了打不開的房間（主演：上白石萌音、共演：片岡愛之助）
  - 有內情的卡拉OK店（主演：岡田健史、共演：亞生、川島鈴遙）

#### 2021年
47
- 秋之特別篇2021（2021年10月23日播出；2022年3月25日）
  - 校園的七不思議（主演：與田祐希（乃木坂46）、共演：宮世琉彌、長見玲亞、箭内夢菜）
  - 被引誘的兇音（主演：橋本環奈、共演：山中崇）
  - 不倒翁摔倒了？（主演：結女子（搞笑組合「3點的女英雄」））※本人的真實經驗
  - 凶宅A（主演：山崎育三郎、共演：堀田真由、山村紅葉）

#### 2022年
48
- 夏之特別篇2022（2022年8月20日播出）
  - 非常通報（主演：神尾楓珠、共演：大友花戀、千原靖史、田中美佐子）
  - 等待玩耍（主演：松本若菜、共演：富田望生）
  - 謝罪（主演：岩田剛典、共演：梶原善）
  - 跟隨（主演：高城蕾妮（桃色幸運草Z））※本人的真實經驗
  - 說錯一句話（主演：山下美月（乃木坂46）、共演：小野花梨、鈴木優華、佐佐木亞里沙）

#### 2023年
49
- 夏之特別篇2023（2023年8月19日播出）
  - 不租給任何人的房間（主演：鈴鹿央士、共演：石井正則、井頭愛海）
  - 視線的出處（主演：中村杏、共演：吉田烏龍太、原日出子、石川楓）
  - 忐忑不安的歸家路（主演：片寄涼太）
  - 看不見的來客（主演：Saint Chihiro Chittiii、共演：奧智哉、宮崎美子）※本人的真實經驗
  - 後面的正面（主演：總而言之開朗的安村、共演：平田敦子）
  - 滯留的痕跡（主演：白石麻衣、共演：志田彩良）

#### 2024年
50
- 25週年特別篇（2024年8月17日播出）
  - 合作結界（主演：坂口憲二、共演：門脇麥）
  - 午夜的門鈴（主演：山内健司、共演：ふせえり）
  - 看得見!?（主演：香取慎吾、共演：豐嶋花）
  - 暗澹之房（主演：森七菜、共演：山口紗彌加、諸林めい）
  - 陌生的同事（主演：生見愛瑠、共演：橋本拓也）

#### 2025年
51 註1：今年特別篇為觀眾投票選出6則歷代經典單元，作為精選形式播放，新單元只有一篇
- 夏季特別篇（2025年8月16日播出）
  - 迎面錯過的紊亂者（主演：上野樹里、共演：大村彩子、清水響、立花訓子）
  - 黃泉的森林（主演：小栗旬、共演：加藤夏希、永田真理）
  - 臉道（主演：佐藤健、共演：岩井堂聖子（日语：岩井堂聖子）
  - 怨念的代價（主演：綾瀨遙、共演：市川由衣、折山美由（日语：折山みゆ）、入山法子
  - 右肩的女人（主演：岡田將生、共演：蓮佛美沙子、窪田正孝、橋本真實（日语：橋本真実））
  - S銅礦山的女人（主演：石原聰美、共演：小池徹平）
  - 某個有內情的房間 （主演：出口夏希） 此為新單元

註2：由於這次的特別篇是透過「最恐怖的名場面票選」活動，由觀眾從以往歷年來的單元中，
投票選出最精彩、最恐怖的故事單元，精選出6則單元，製播為特別篇播出，
因此2025年夏季特別篇，新單元只有一篇
註3：以上單元中，除了黃泉之森沒有在台灣緯來日本台公開播出過，其他單元都有在緯來日本台播出過。

## 電影
| 上映年份       | 地區 | 片名                                | 標題           | 演員                                      | 備註 |
| -------------- | ---- | ----------------------------------- | -------------- | ----------------------------------------- | ---- |
| 2010年10月16日 | 日本 | 《真實恐怖撞鬼故事3D電影版》 （）   | 廢棄工廠       | 主演：水野真典 共演：川村武               | 2D版 |
| 2010年10月16日 | 日本 | 《真實恐怖撞鬼故事3D電影版》 （）   | 靈異景點       | 主演：伊達愛 共演：世良優樹               | 2D版 |
| 2010年10月16日 | 日本 | 《真實恐怖撞鬼故事3D電影版》 （）   | 誰在那裡       | 主演：高木紗友希 共演：佐藤綾乃           | 2D版 |
| 2010年10月16日 | 日本 | 《真實恐怖撞鬼故事3D電影版》 （）   | 死亡土壤       | 主演：田邊真理 共演：岩谷美咲、阿部能丸   | 2D版 |
| 2010年10月16日 | 日本 | 《真實恐怖撞鬼故事3D電影版》 （）   | 視線           | 主演：新垣里沙 共演：中島早貴、志保       | 3D版 |
| 2016年10月29日 | 日本 | 《真實恐怖撞鬼故事2016電影版》 （） | 紅色圍巾       | 主演：大場美奈 共演：熊谷江里子、小林龍樹 |      |
| 2016年10月29日 | 日本 | 《真實恐怖撞鬼故事2016電影版》 （） | 浴室           | 主演：佐藤輝、空美                        |      |
| 2016年10月29日 | 日本 | 《真實恐怖撞鬼故事2016電影版》 （） | 民宿官網       | 主演：松本愛 共演：松本洋平、宮城大樹     |      |
| 2016年10月29日 | 日本 | 《真實恐怖撞鬼故事2016電影版》 （） | 眼前所見的東西 | 主演：夏野香波 共演：五十嵐正貴           |      |
| 2016年10月29日 | 日本 | 《真實恐怖撞鬼故事2016電影版》 （） | 全新的人       | 主演：小橋惠 共演：石澤柊斗               |      |
| 2017年9月16日  | 日本 | 《真實恐怖撞鬼故事2017電影版》 （） | 學校的階梯     | 主演：伊藤寧寧                            |      |
| 2017年9月16日  | 日本 | 《真實恐怖撞鬼故事2017電影版》 （） | 隔壁的男人     | 主演：小倉優香                            |      |
| 2017年9月16日  | 日本 | 《真實恐怖撞鬼故事2017電影版》 （） | 別看你的臉     | 主演：船崎良                              |      |
| 2018年9月8日   | 日本 | 《真實恐怖撞鬼故事2018電影版》 （） | 孤獨的女人     | 主演：大和田南那                          |      |
| 2018年9月8日   | 日本 | 《真實恐怖撞鬼故事2018電影版》 （） | 音樂           | 主演：杉本愛莉鈴                          |      |
| 2018年9月8日   | 日本 | 《真實恐怖撞鬼故事2018電影版》 （） | 殺人者         | 主演：三戸夏目                            |      |

這些電影並非出自富士電視台的《毛骨悚然撞鬼經驗》系列電視節目，也不是該節目的正宗劇場版，只是日文原名非常類似（差了一個假名う）。這兩齣電影是百老匯製作公司（株式会社ブロードウェイ）出品的靈異短劇系列OVA《真實恐怖撞鬼故事》（ほんとにあった怖い話）之劇場版，部分該短劇與電影曾在臺灣的WakuWaku Japan頻道播放。

## 外部連結
- 富士電視台官方網站 （页面存档备份，存于）（日語）
- 緯來日本台官方網站 （页面存档备份，存于）（繁體中文）
- 緯來日本台2006年版官方網站 （页面存档备份，存于）（繁體中文）
- 緯來日本台2007年版官方網站 （页面存档备份，存于）（繁體中文）
- 緯來日本台2008年版官方網站 （页面存档备份，存于）（繁體中文）
- 緯來日本台2009年版官方網站 （页面存档备份，存于）（繁體中文）
- 緯來日本台2010年十週年版官方網站 （页面存档备份，存于）（繁體中文）
- 緯來日本台2010年版官方網站 （页面存档备份，存于）（繁體中文）
- 緯來日本台2011年版官方網站 （页面存档备份，存于）（繁體中文）
- 緯來日本台2012年版官方網站 （页面存档备份，存于）（繁體中文）
- 緯來日本台2013年版官方網站 （页面存档备份，存于）（繁體中文）
- 緯來日本台2014年版官方網站 （页面存档备份，存于）（繁體中文）
- 緯來日本台2015年版官方網站 （页面存档备份，存于）（繁體中文）
- 緯來日本台2016年版官方網站 （页面存档备份，存于）（繁體中文）
- 緯來日本台2017年版官方網站 （页面存档备份，存于）（繁體中文）
- 緯來電影台週四駭電影《毛骨悚然撞鬼經驗》官方網站 （页面存档备份，存于）（繁體中文）
- 富士電視台官方ig

## 節目的變遷
| 富士電視台 週六19時 （2004年1月－3月） | 富士電視台 週六19時 （2004年1月－3月） | 富士電視台 週六19時 （2004年1月－3月） |
| -------------------------------------- | -------------------------------------- | -------------------------------------- |
|                                        | （2012年8月21日－8月30日）             |                                        |
| 土曜特番                               | 脳内エステ IQサプリ                    |                                        |
| 週一19時 （2004年10月－2005年3月）     |                                        |                                        |
| う!ウマいんです。                      | （2012年8月21日－8月30日）             | ネプリーグ                             |

| 緯來日本台 週一至週五 22:00至23:00（首集延長至23:30）                                                                         | 緯來日本台 週一至週五 22:00至23:00（首集延長至23:30） | 緯來日本台 週一至週五 22:00至23:00（首集延長至23:30） |
| --- | ----------------------------------------------------- | ----------------------------------------------------- |
| | （2012年8月21日－8月30日）                            |                                                       |
| （2012年8月6日－8月20日） | （2012年9月3日－9月14日）                             |                                                       |
| 周六24:00（周日00:00）－02:00、周日23:00－01:00重播版（重新排列） 第一、二集合併 第三、四集合併 第五、六集合併 第七、八集合併 |                                                       |                                                       |
| | （2012年9月1日－9月23日）                             | 稱霸！亞洲魔術王2                                     |
| 緯來電影台週四駭電影 第一集23:40至01:10 第二、三集、第四、五集及第六、七之上集合併23:20至01:25 第七之下集23:20至00:25         |                                                       |                                                       |
| 貓 （2012年8月16日） | （2012年8月23日－9月20日）                            | 浪漫鬼屋 （2012年10月4日）                            |
| 台灣 緯來日本台 週一至五 23:00至24:00                                                                                         |                                                       |                                                       |
| （2013年7月25日－8月6日） 特別篇 （2013年8月7日）                                                                             | （2013年8月8日－8月9日）                              | （2013年8月12日－8月15日）                            |
| 週一至週五 23:00 |                                                       |                                                       |
| （2014年7月23日－7月28日） | （2014年7月29日）                                     | （2014年7月30日－8月5日）                             |
| 星期六 22:00-00:00 |                                                       |                                                       |
| 家的記憶 （2015年4月25日－6月27日）                                                                                           | 新·毛骨悚然撞鬼經驗 （2015年7月4日）                  | 危機大神 （2015年7月11日－9月19日）                   |
| 危機大神 （2015年7月11日－9月19日） 移居世界秘境日本人好吃驚                                                                  | 毛骨悚然撞鬼經驗2015 （2015年10月10日）               | 朝5晚9 （2015年10月17日－12月19日）                   |
| 第67屆紅白歌唱大賽 （2017年1月7日）                                                                                           | 全新毛骨悚然撞鬼經驗 （2017年1月14日）                | 東京妄想女子 （2017年1月21日－3月25日）               |

| 香港 無綫網絡電視 另類劇場 星期六 23:00 - 00:00 2014年4月12日－5月3日 23:15 - 00:15 | 香港 無綫網絡電視 另類劇場 星期六 23:00 - 00:00 2014年4月12日－5月3日 23:15 - 00:15 | 香港 無綫網絡電視 另類劇場 星期六 23:00 - 00:00 2014年4月12日－5月3日 23:15 - 00:15 |
| ----------------------------------------------------------------------------------- | ----------------------------------------------------------------------------------- | ----------------------------------------------------------------------------------- |
|                                                                                     | （2014年3月30日－5月10日）                                                          |                                                                                     |
| 女王的教室（23:00-01:30） （2014年2月1日－3月22日）                                 | （2014年5月17日－7月12日）                                                          |                                                                                     |